# 松村高夫
松村 高夫（まつむら たかお、1942年1月7日- ）は、日本の経済学者、慶應義塾大学名誉教授。専攻はイギリス社会史、経済史、戦争と社会。731部隊について長年研究している。

## 略歴
- 1942年 - 神奈川県横浜市にて出生
- 1957年 - 慶應義塾普通部卒業
- 1960年 - 慶應義塾高等学校卒業
- 1964年 - 慶應義塾大学経済学部卒業
- 1966年 - 慶應義塾大学大学院経済学研究科修士課程修了
- 1969年 - 慶應義塾大学大学院経済学研究科博士課程単位取得退学
- 1976年 - ウォーリック大学社会史博士
- 1976年4月- 2007年3月 - 慶應義塾大学経済学部教授
- 2007年4月 - 慶應義塾大学名誉教授
- 現在は、マンチェスター大学、CRESC、Honorary Research Fellow

## 業績
1991年、家永三郎の家永教科書裁判において、七三一部隊記述への教科書検定について、教科書裁判（第三次訴訟控訴審）の証言「意見書」を提出した。
2001年5月21日に、名古屋大学名誉教授の安川寿之輔を慶應義塾大学に招致し講演を依頼した。
2013年6月に小林英夫が原朗によって名誉を毀損されたと訴えた裁判（平成25年（ワ）第16925号　謝罪広告請求事件）において、「意見書」（2016年4月17日）を提出している。

### 演奏活動
2010年12月に、演奏活動としてシューベルト冬の旅のリサイタルを行った。
2012年1月に、演奏活動としてハイネ歌曲選としてシューベルト白鳥の歌、シューマン詩人の恋のリサイタルを行った。

## 著書

### 単書
- Takao Matsumura (1983). The Labour Aristocracy Revisited: The Victorian Flint Glass Makers, 1850-80. Manchester, GB: Manchester University Press. ISBN 0-7190-0931-6
- 『「七三一部隊」の人体実験は国際常識――「七三一部隊」記述への検定について 教科書裁判（第三次訴訟控訴審）の証言「意見書」』松村高夫（述）、教科書検定訴訟を支援する全国連絡会、東京、1991年。
- 『イギリスの鉄道争議と裁判――タフ・ヴェイル判決の労働史』ミネルヴァ書房、京都、2005年3月。ISBN 4-623-04319-3。
- 『日本帝国主義下の植民地労働史』不二出版、東京、2007年5月。ISBN 978-4-8350-5756-9。

### 翻訳書
- T.S.アシュトン『イギリス産業革命と労働者の状態』杉山忠平、松村高夫（訳・編）、未來社、東京〈社会科学ゼミナール 55〉、1972年。
- トニー・メイソン『英国スポーツの文化』松村高夫、山内文明（訳）、同文館出版、東京、1991年5月。ISBN 4-495-85601-4。
- デイヴィッド・ダビディーン『大英帝国の階級・人種・性――W.ホガースにみる黒人の図像学』松村高夫、市橋秀夫（訳）、同文館出版、東京、1992年7月。ISBN 4-495-85691-X。
- ロイドン・ハリソン著『産業衰退の歴史的考察――イギリスの経験』松村高夫、高神信一（訳）、こうち書房、桐書房、東京、1998年4月。ISBN 4-87647-401-X。
- A.ディグビー、C.ファインスティーン（編） 編『社会史と経済史――英国史の軌跡と新方位』松村高夫、長谷川淳一、高井哲彦、上田美枝子（訳）、北海道大学出版会、札幌、2007年10月。ISBN 978-4-8329-6680-2。

### 編書・共書
- 『十五年戦争極秘資料集　第29集　七三一部隊作成資料』田中明、松村高夫（編・解説）、不二出版、東京、1991年8月。
- 『〈論争〉731部隊』松村高夫（編）、晩声社、東京、1994年4月。ISBN 4-89188-238-7。
  - 『〈論争〉731部隊』松村高夫（編）（増補版）、晩聲社、東京、1997年6月。ISBN 4-89188-269-7。
- 松村高夫（ほか著）『戦争と疫病――七三一部隊のもたらしたもの』本の友社、東京、1997年8月。ISBN 4-89439-073-6。
- 関成和『七三一部隊がやってきた村――平房の社会史』松村高夫、江田いづみ、江田憲治（編・訳）、こうち書房、東京、2000年7月。ISBN 4-87647-491-5。
- John Benson; Takao Matsumura (2001). Japan 1868-1945: From Isolation to Occupation. Longman. ISBN 0-582-30813-5
- 『満鉄労働史の研究』松村高夫、解学詩、江田憲治（編・著）、日本経済評論社、東京、2002年4月。ISBN 4-8188-1384-2。
- Nick Tiratsoo; Takao Matsumura (June 2002). Urban Reconstruction in Britain and Japan: 1945-1955: Dreams, Plans and Realities. University of Luton Press. ISBN 1-86020-590-9
- N.ティラッソー、松村高夫、T.メイソン、長谷川淳一『戦災復興の日英比較』知泉書館、東京、2006年11月。ISBN 4-901654-83-7。
- 『十五年戦争極秘資料集　補巻27　関東軍化学部・毒ガス戦教育演習関係資料』松村高夫、松野誠也（編・解説）、不二出版、東京、2006年12月。ISBN 4-8350-5656-6。
- 『東アジア日本が問われていること――連続講義』松村高夫、高草木光一（編）、岩波書店、東京、2007年2月。ISBN 978-4-00-001940-8。
- 『裁判と歴史学――七三一細菌戦部隊を法廷からみる』松村高夫、矢野久（編・著）、現代書館、東京、2007年3月。ISBN 978-4-7684-6948-4。
- 『大量虐殺の社会史――戦慄の20世紀』松村高夫、矢野久（編・著）、ミネルヴァ書房、京都、2007年12月。ISBN 978-4-623-04538-9。
- 『満鉄の調査と研究――その「神話」と実像』松村高夫、柳沢遊、江田憲治（編）、青木書店、東京、2008年7月。ISBN 978-4-250-20811-9。